# Corsaro (cacciatorpediniere)
Il Corsaro è stato un cacciatorpediniere della Regia Marina.

## Storia
Per la tutta la durata della sua breve vita operativa la nave operò in missioni di scorta sulle difficili rotte della Libia e della Tunisia.
Tra il 3 ed il 5 agosto 1942 scortò un convoglio composto dalle motonavi Ankara, Nino Bixio e Sestriere (con destinazione Tobruch per la prima e Bengasi per le altre due; il carico era costituito da 92 carri armati, 340 automezzi, 3 locomotive, una gru, 292 militari, 4381 t di combustibili ed olii lubrificanti, 5256 t di altri rifornimenti), insieme ai cacciatorpediniere Freccia, Legionario, Folgore, Grecale e Turbine, nonché le torpediniere Partenope e Calliope; le navi giunsero a destinazione nonostante numerosi attacchi aerei; in quell'occasione si verificò peraltro il primo attacco condotto da velivoli statunitensi contro unità italiane (si trattò di un attacco di bombardieri Consolidated B-24 Liberator).
Il 9 gennaio 1943, al comando del capitano di fregata Ferruccio Ferrini, fece parte insieme al cacciatorpediniere Maestrale della scorta della motonave Ines Corrado in navigazione da Napoli a Biserta. Durante la serata di quel giorno, tuttavia, il Maestrale ebbe la poppa asportata dall'esplosione di una mina (appartenente ad uno sbarramento posato dal posamine britannico HMS Abdiel, ma al momento non si comprese se lo scoppio fosse stato causato da mina o siluro); il Corsaro diresse per prestare soccorso alla nave sinistrata, ma poco più tardi urtò una mina a poppa (l'esplosione rese impossibile manovrare) e subito dopo una seconda a centro nave: spezzato in due, il cacciatorpediniere affondò rapidamente alle 20.16, a 38 miglia per 64° da Biserta.
I naufraghi (tra i quali vi era anche il comandante Ferrini), parte in acqua e parte su di un'unica zattera, raggiunsero Capo Bon circa ventiquattr'ore dopo l'affondamento e, dopo una notte trascorsa in un fienile, furono riportati in Italia da un idrovolante di soccorso.
Risultarono morti o dispersi 187 degli uomini che formavano l'equipaggio del Corsaro.

### Comandanti
Capitano di fregata Lionello Sagramoso (nato a Verona il 7 maggio 1900) (16 giugno 1942 - gennaio 1943)
Capitano di fregata Ferruccio Ferrini (nato a Livorno il 19 giugno 1903) (gennaio 1943)